# Филмски град (Београд)
Насеље Филмски град је део већег београдског насеља Жарково на површини градске општине Чукарице. Грађено је током 90-их година прошлог века. Ово насеље је добило име по филмским студијима који се налази у близини, у шуми Кошутњак. Суседна насеља: Церак Виногради и Скојевско насеље. Филмски град је са осталим крајевима града повезан линијама ГСП-а: 23, 37, 50, 52, 53, 57 и 89. Битне улице насеља: Ратка Митровића, Кнеза Вишеслава, Милоја Закића, Арчибалда Рајса. Продавнице из којих се опскрбљују становници овог насеља су углавном у улици Ратка Митровића. Насеље нема пијацу, школу, дом здравља. Најближе школе су на Церак Виноградима и у централном делу Жаркова; дом здравља такође је у наведеним деловима.
Филмски град је познат по пребивалиштима познатих личности,почевши од Милорада Улемека Легије,Лепе Лукић,Ане Кокић,Маринка и Николе Роквића. Филмски град је један од бољих делова града и броји око 6.000 становника.

## Спортске активности
Филмски град, због своје близине шуми Кошутњак, препун је спортских терена и фантастичан је за рекреацију. Осим СЦ "Кошутњак" који је располаже разним справама и модерном трим-стазом, могу се издвојити и базени у Кошутњаку, ФК "Комграп", ФК "Диф", КК "Жарково". У делу Филмског града налазе се два дома за перспективне спортисте, будуће спортске тренере, професоре физичког који се школују на популарном "Дифу".